# Oxyanthus pallidus
Oxyanthus pallidus är en måreväxtart som beskrevs av William Philip Hiern. Oxyanthus pallidus ingår i släktet Oxyanthus och familjen måreväxter. Inga underarter finns listade i Catalogue of Life.